# 178679 Piquette
178679 Piquette este o planetă minoră (asteroid) din centura de asteroizi. A fost descoperită pe 28 august 2000 la Observatorio de Cerro Tololo⁠(d) de Marc Buie⁠(d). 
Obiectul prezintă o orbită caracterizată de o semiaxă mare de 3,0974295039841 UAi, o excentricitate de 0,18, o înclinație de 0,2 ° în raport cu ecliptica.